# Lijst van voetbalinterlands Frankrijk - Servië
Deze lijst van voetbalinterlands is een overzicht van alle officiële voetbalwedstrijden tussen de nationale teams van Frankrijk en Servië. De landen speelden tot op heden vijf keer tegen elkaar, te beginnen met een kwalificatiewedstrijd voor het Wereldkampioenschap voetbal 2010 op 10 september 2008 in Saint-Denis. Het laatste duel, een vriendschappelijke wedstrijd, vond plaats in Bordeaux op 7 september 2015.

## Wedstrijden
| № | Plaats      | Datum             | Competitie           | Wedstrijd          | Uitslag |
| - | ----------- | ----------------- | -------------------- | ------------------ | ------- |
| 1 | Saint-Denis | 10 september 2008 | WK 2010 kwalificatie | Frankrijk – Servië | 2 – 1   |
| 2 | Belgrado    | 9 september 2009  | WK 2010 kwalificatie | Servië – Frankrijk | 1 – 1   |
| 3 | Reims       | 31 mei 2012       | Vriendschappelijk    | Frankrijk – Servië | 2 – 0   |
| 4 | Belgrado    | 7 september 2014  | Vriendschappelijk    | Servië − Frankrijk | 1 − 1   |
| 5 | Bordeaux    | 7 september 2015  | Vriendschappelijk    | Frankrijk - Servië | 2 - 1   |

## Samenvatting
| Competitie        | Totaal gespeeld | Winst Frankrijk | Gelijk | Winst Servië | Doelsaldo Frankrijk – Servië |
| ----------------- | --------------- | --------------- | ------ | ------------ | ---------------------------- |
| WK-kwalificatie   | 2               | 1               | 1      | 0            | 3 − 2                        |
| Vriendschappelijk | 3               | 2               | 1      | 0            | 5 − 2                        |
| Totaal            | 5               | 3               | 2      | 0            | 8 − 4                        |

## Details

### Eerste ontmoeting
| WK 2010 kwalificatie (Saint-Denis, Frankrijk, 10 september 2008): |              | |
| Frankrijk | 2 – 1        | Servië |
| Thierry Henry 53' Nicolas Anelka 63' | goals        | 75' Branislav Ivanović |
| Raymond Domenech | bondscoach   | Radomir Antić |
| Steve Mandanda Bacary Sagna William Gallas Éric Abidal Gaël Clichy Jérémy Toulalan Lassana Diarra Sidney Govou 82' Yoann Gourcuff 90+4' Karim Benzema 46' Thierry Henry | opstellingen | Vladimir Stojković Branislav Ivanović Nemanja Vidić Mladen Krstajić Duško Tošić 4' Dejan Stanković Zdravko Kuzmanović 56' Ivan Ergić Boško Janković 69' Miralem Sulejmani Marko Pantelić |
| Nicolas Anelka 46' Alou Diarra 82' Yoann Gourcuff 90+4' | wissels      | 4' Gojko Kačar 56' Nikola Žigić 69' Miloš Krasić |
| | gele kaarten | 49' Branislav Ivanović |
| - Debuut van Gaël Clichy (Arsenal) voor Frankrijk. |              | |

### Tweede ontmoeting
| WK 2010 kwalificatie (Belgrado, Servië, 9 september 2009): |              | |
| Servië | 1 – 1        | Frankrijk |
| Nenad Milijaš 12' (pen.) | goals        | 36' Thierry Henry |
| Radomir Antić | bondscoach   | Raymond Domenech |
| Vladimir Stojković Branislav Ivanović Ivan Obradović Aleksandar Luković Nemanja Vidić Nenad Milijaš 71' Gojko Kačar 46' Miloš Krasić Milan Jovanović 74' Nikola Žigić Dejan Stanković | opstellingen | Hugo Lloris Bacary Sagna William Gallas Éric Abidal Patrice Évra Jérémy Toulalan Lassana Diarra 86' Yoann Gourcuff 77' Thierry Henry Nicolas Anelka 12' André-Pierre Gignac |
| Miloš Ninković 46' Zdravko Kuzmanović 71' Danko Lazović 74' | wissels      | 12' Steve Mandanda 77' Franck Ribéry 86' Alou Diarra |
| Dejan Stanković 49' Milan Jovanović 62' Zdravko Kuzmanović 88' | gele kaarten | 53' Patrice Évra 62' Éric Abidal 79' Lassana Diarra |
| Danko Lazović 89' | rode kaarten | 9' Hugo Lloris |

### Derde ontmoeting
| Vriendschappelijk (Reims, Frankrijk, 31 mei 2012): |       |        |
| Frankrijk                                          | 2 – 0 | Servië |
| Franck Ribéry 11' Florent Malouda 15'              | goals |        |

### Vierde ontmoeting
| Vriendschappelijk (scheidsrechter Wolfgang Stark, Belgrado, 7 september 2014): |              | |
| Servië | 1 – 1        | Frankrijk |
| Aleksandar Kolarov 80' | goals        | 14' Paul Pogba |
| Dick Advocaat | bondscoach   | Didier Deschamps |
| Vladimir Stojković Branislav Ivanović Aleksandar Kolarov Stefan Mitrović Matija Nastasić Nemanja Matić Zoran Tošić Nemanja Gudelj 61' Filip Đorđević 75' Dušan Tadić 61' Lazar Marković 86' | opstellingen | Hugo Lloris Jérémy Mathieu Bacary Sagna Lucas Digne Raphaël Varane Yohan Cabaye 82' Moussa Sissoko Morgan Schneiderlin 62' Rémy Cabella 62' Loïc Rémy 74' Paul Pogba |
| Zdravko Kuzmanović 61' Filip Đuričić 61' Aleksandar Mitrović 75' Adem Ljajić 86' | wissels      | 62' Alexandre Lacazette 62' Karim Benzema 74' Blaise Matuidi 82' Mathieu Valbuena                                                                                    |
| Matija Nastasić 64' Filip Đuričić 77' | gele kaarten | 66' Yohan Cabaye 72' Paul Pogba |
| - Debuut van Dick Advocaat als bondscoach van Servië. |              | |

### Vijfde ontmoeting
| Vriendschappelijk (scheidsrechter Artur Soares Dias, Bordeaux, 7 september 2015): |       |                         |
| Frankrijk                                                                         | 2 – 1 | Servië                  |
| Blaise Matuidi 9' Blaise Matuidi 25'                                              | goals | 40' Aleksandar Mitrović |
| - Debuut van Miloš Kosanović (KV Mechelen) voor Servië.                           |       |                         |